# Олександр фон Цемлінський
Олександр фон Цемлінський (нім. Alexander von Zemlinsky; 14 жовтня 1871, Відень, Австро-Угорщина — 15 березня 1942, Нью-Йорк, США) — австрійський композитор і диригент. 

## Біографія
Олександр фон Цемлінський народився у Відні, куди його дід, Антон, який одружився з австрійкою, іммігрував з Жиліни (нині в Словаччині, а тоді — в Угорщині). Адольф фон Цемлінській (1845-1900), батько Олександра, був хрещений католиком. Мати Цемлінського Клара Земо (1848-1912) народилася в Сараєво, в родині сефардського єврея і боснійської мусульманки. Перед одруженням із Кларою Земо Адольф Цемлінський перейшов в юудаїзм, до якого з народження належав і Олександр. Батько Цемлінського додав до свого прізвища аристократичне «фон», хоча ніхто з предків Цемлінського не був  аристократом. Також він замінив початкове «S» в «Semlinski» (початковий варіант прізвища) на «Z».
Олександр грав на фортеп'яно з раннього дитинства, прислужував у синагозі, граючи на органі у свята. У 1884 році він вступив до Віденської консерваторії, де навчався у Антона Доора по класу фортепіано. У 1890 році виграв консерваторських конкурс. Цемлінський закінчив навчання в 1892 році; у період навчання в консерваторії він займався з Робертом і Йоганном-Непомуком Фуксами, Антоном Брукнером, на той же час припадають перші спроби в сфері композиції. 
Цемлінський здобув серйозну підтримку Йоганнеса Брамса, з яким його познайомив його викладач, Йоганн Фукс, на запрошення якого, Брамс відвідав прем'єрне виконання першої симфонії Цемлінського (ре мінор) в 1893 році. Брамс високо оцінив молодого композитора і рекомендував його твори видавцю Зімроку для друку. 
У 90-х роках Цемлінський знайомиться з Арнольдом Шенберґом, з яким заводить міцну дружбу, а, пізніше, навіть рідниться з ним (коли його сестра, Матильда, виходить заміж за Шенберга). Відомо, що Шенберґ брав у Цемлінського ряд уроків по контрапункту. 
У 1897 році з великим успіхом відбулася прем'єра Другої симфонії композитора (третьої, якщо вважати в хронологічному порядку, чому власне  симфонії іноді привласнюють третій номер). Успіху Цемлінського сприяв Густав Малер, який диригував прем'єрою його опери «Es war einmal...» («Одного разу давним-давно...») в Віденській Придворній опері в 1900 році. У 1899 році Цемлінський отримав посаду капельмейстера у віденському Карл-театрі. 
У 1900 році Цемлінський познайомився з Альмою Шиндлер, яка навчалася у нього композиції. Цемлінський зізнався їй у коханні, але отримав відмову — Альма відчувала тиск з боку родичів, які наполягали на припиненні її романтичних відносин з композитором. У 1902 році Альма вийшла заміж за Густава Малера. У 1907 році Цемлінський одружився з Ідою Ґутманн, однак шлюб виявився нещасливим. Після смерті Іди в 1929 році, Цемлінській одружився в 1930 році з Луїзою Заксель, яка була на 29 років молодшою Цемлінського і якій він давав уроки співу з 1914 року. Цей шлюб був вдалий і тривав до смерті Цемлінського. 
У 1906 році Цемлінський був призначений першим капельмейстером віденської Народної опери. З 1911 по 1927 рік він диригував в Празькій опері, в тому числі і прем'єрою опери Шенберга «Erwartung» («Очікування»); 1920 року став першим ректором Німецької академії музики, яка тільки відкрилася в Празі. Після тривалого перебування в Празі він переїхав в Берлін, де працював під керівництвом Отто Клемперера як диригент в Опері Кроля. Після приходу нацистів до влади в Німеччині в 1933 році Цемлінський переїхав до Відня, де не обіймав жодної офіційної посади, але продовжував писати музику і виступати як запрошений диригент. У 1938 році переїхав до Сполучених Штатів і влаштувався в Нью-Йорку. Однак, на відміну од його друга Шенберґа, який у той же час емігрував до США і був прийнятий з великим захопленням, Цемлінський в Америці не мав популярності. Припинив писати музику, почувався всіма забутим і нікому не потрібним, багато хворів. Помер 1942 року від пневмонії. Згідно з заповітом Цемлінського, його прах було поховано у Відні, місті, яке він завжди вважав рідним. 

## Творчість

### Твори для оркестру
- Симфонія e-moll (1891, збереглися тільки дві частини).
- Симфонія № 1 d-moll (1892).
- Симфонія № 2 B-dur (1897).
- Drei Ballettstücke. Сюїта з Der Triumph der Zeit (1902).
- «Русалочка» (нім. Die Seejungfrau, фантазія (1902-03, прем'єра відбулася у Відні в 1905).
- Симфонієта, тв.23 (1934, перше виконання — Прага, 1935).

### Опери
- Sarema (Зарема), опера на три частини (лібрето композитора, Адольфа фон Цемлінського і Арнольда Шенберга, 1893-95, прем'єра в Мюнхені в 1897[8])
- Es war einmal... (Жив-був), опера на три дії з прологом (лібрето Максиміліана Сінгера, 1897-99, rev. 1912 перша вистава у Відні в 1900 під керівництвом Густава Малера)
- Der Traumgörge, опера на дві дії з епілогом (лібрето Leo Feld, 1904-06, прем'єра в Нюрнберзі в 1980)
- Kleider machen Leute (Одяг творить людей), опера на три дії з прологом (лібрето Leo Feld) (три версії, 1908-1909 / 1910/1922), перше виконання у Відні в 1910)
- Eine florentinische Tragödie (Флорентійська трагедія), одноактна опера, тв. 16 (лібрето Oscar Wilde / Max Meyerfeld, 1915/16), прем'єра в Штутгарті в 1917)
- Der Zwerg (Карлик), одноактна опера, тв. 17 (лібрето Georg C. Klaren за мотивами твору Оскара Уайльда Der Geburtstag der Infantin, 1919-21, прем'єра відбулася в Кельні в 1922 під керівництвом Отто Клемперера)
- Der Kreidekreis (Коло, окреслене крейдою), опера на три дії тв.21 (лібрето композитора за мотивами твору Klabund, 1930-32, перша вистава в Цюриху в 1933)
- Der König Kandaules, опера на три дії, тв. 26 (лібрето композитора на основі твору Андре Жіда в німецькому перекладі Франца Бляя, 1935/36, оркестрування виконав Антоні Бомон (1992-96), прем'єра відбулася в Гамбурзі в 1996)

### Інші твори для театру
- Ein Lichtstrahl (Промінь світла). Мімічна драма для фортепіано (сценарій Oskar Geller, 1901, rev. 1902)
- Ein Tanzpoem. Танцювальна одноактна поема для оркестру (Гуго фон Гофмансталь (1901-04, остаточна версія балету "Тріумф часу")
- Музика до вистави "Цимберлін" за Шекспіром, для тенора, декламаторів і оркестру (1913-15)

### Твори для хору
- Frühlingsglaube for mixed chorus and string orchestra (T: Людвіг Уланд) (1896)
- Geheimnis for mixed chorus and string orchestra (1896)
- Minnelied (T: Гейнріх Гейне) for men's choir and chamber ensemble (c. 1895)
- Hochzeitgesang (T: Jewish liturgy) for tenor solo, chorus, and organ (1896)
- Aurikelchen (T: Richard Dehmel) for women's choir (c.1920)
- Frühlingsbegräbnis (Text: Пауль Гейзе) cantata for soprano, baritone, mixed chorus and orchestra (1896/97, rev. C. 1903)
- Horch! vom Hügel, welch 'sanfter Klang
- Schöner Jüngling
- Wie lieblich er ruht
- Stumm in Wehmut schaut der Mong herab '
- Und ein Specht klopft an den Föhrenstamm
- Als so weihevoll der Alte sprach
- Horch! vom Hügel welch 'ein wilder Klang?
- Псалом 83 for soloists, mixed chorus, and orchestra (1900)
- Псалом 23 для хору і оркестру тв.14 (1910, first performance, Vienna 1910)
- Псалом 13 для хору і оркестру тв.24 (1935)

### Твори для голосу (голосів) і оркестру
- Waldgespräch (T: Йозеф фон Ейхендорфа) for soprano, two horns, harp and strings (1896)
- Maiblumen blühten überall (T: Richard Dehmel) for soprano and string sextet (c. 1898)
- Sechs Gesänge на вірші М. Метерлінка тв.13 (1913, orchestrated 1913/21))
- Lyric Symphony for soprano, baritone and orchestra тв.18 (на вірші Р. Тагора) (1922-23)
- Symphonische Gesänge for baritone or alto and orchestra op. 20. (T: from Afrika singt. Eine Auslese neuer afro-amerikanischer Lyrik, 1929)

### Пісні для голосу з фортепіано
- Lieder тв.2 (1895-96)
- Gesänge тв.5 (1896-97)
- Walzer-Gesänge nach toskanischen Liedern von Ferdinand Gregorovius тв.6 (1898)
- Irmelin Rose und andere Gesänge тв.7 (1898/99)
- Turmwächterlied und andere Gesänge тв.8 (1898/99)
- Ehetanzlied und andere Gesänge тв.10 (1899-1901)
- Sechs Gesänge after poems by Maurice Maeterlinck тв.13 (1913)
- Sechs Lieder тв.22 (1934; first performance, Prague 1934)
- Zwölf Lieder тв.27 (1937)
- Three Songs (T: Irma Stein-Firner) (1939)

### Камерна музика
- фортепіанне тріо a-moll (березень 1888 тільки одна частина).
- фортепіанний квартет D-dur (1892? — 1893?). Партитура загублена, збереглися повна партія альта і перша частина партії віолончелі (в Бібліотеці Конгресу). Прем'єра відбулася 20 листопада 1893 року.
- Струнний квартет e-moll (1893?)
- Струнний квінтет d-moll (17 жовтня — 6 листопада 1894). Перша частина закінчена, від інших тільки начерки.
- Струнний квінтет D-dur (11 січня 1896). Тільки четверта частина. Може бути, новий фінал до квінтету d-moll (1894).
- Тріо d-moll для кларнета (скрипки), віолончелі і фортепіано, тв. 3 (1896?).
- Струнний квартет № 1 A-dur, тв.4 (розпочато 4 липня 1896).
- Струнний квартет № 2 D-dur, тв.15 (20 липня 1914 — 12 березень 1915).
- Струнний квартет № 3 C-dur, тв.19 (серпень — 13 вересень 1924).
- Струнний квартет (розпочато 22 липня 1927). У шести частинах, три завершені, три — майже завершені.
- Струнний квартет № 4 «Сюїта», тв.25 (1936). Хоча має опус, не публікувалася.
- Квартет D-dur для кларнета, скрипки, альта і віолончелі (серпень 1938). Начерки.
- Три п'єси для віолончелі й фортепіано (Гумореска, Пісня, Тарантела; 1891).
- Соната для віолончелі й фортепіано a-moll (1894).
- Серенада (Сюїта) для скрипки й фортепіано (1895)
- Гумореска (Рондо), для духового квінтету (1939)
- Jagdstück (Мисливський опус) для двох ріжків і фортепіано (1939)

### Фортепіанна музика
- Ländliche Tanze тв.1 (1892)
- Vier Balladen (1892-93)
- Albumblatt (Erinnerung aus Wien) (1895)
- Skizze (1896)
- Fantasien über Gedichte von Richard Dehmel тв.9 (1898)
- Менует (from Das gläserne Herz) (1901)